# Fisiopsicologia
Fisiopsicologia é o termo utilizado por Nietzsche na obra Para a Genealogia da Moral (Zur Genealogie der Moral em alemão), de 1888. O termo foi utilizado para significar os processos psicológicos e fisiológicos como formas para transpor a dicotomia mente-corpo que fora cunhada pela filosofia Platônica-cristã, e ultrapassando assim os limites da linguagem, chamando esta de "grande psicologia".
O programa dessa "grande psicologia" deve incluir, portanto, além da tarefa de reportar a esfera espiritual da cultura aos seus condicionantes afetivos e pulsionais, uma série de outras tarefas. Dentre elas, a desconstrução do primado à consciência no domínio psicológico, o reconhecimento e a valorização de um vasto inaudito psiquismo inconsciente, a proposta de um novo conceito de unidade subjetiva – ou de processos de subjetivação -, que se orienta por uma compreensão ampliada do corpo e da racionalidade”.